# Massa e Cozzile
Massa e Cozzile är en kommun i provinsen Pistoia i regionen Toscana i Italien. Kommunen hade 1 694 invånare (2018).